# Cerambyx praepes
Cerambyx praepes là một loài bọ cánh cứng trong họ Cerambycidae.